# Monroe County, Illinois
Monroe County är ett administrativt område i delstaten Illinois, USA, med 32 957 invånare. Den administrativa huvudorten (county seat) är Waterloo.

## Geografi
Enligt United States Census Bureau så har countyt en total area på 1 030 km². 1 006 km² av den arean är land och 24 km² är vatten.

### Angränsande countyn
- St Clair County - nordost
- Randolph County - sydost
- Sainte Genevieve County, Missouri - syd
- Jefferson County, Missouri - väst
- St Louis County, Missouri - nordväst